# Hornád
Hornád (slovakisk udtale [ˈꞪɔrnaːt]) eller Hernád (ungarsk udtale [ˈHɛrnaːd]) er en flod der løber i i det østlige Slovakiet og det nordøstlige Ungarn..
Hornád er en biflod til floden Slaná (Sajo). Kilden ligger på de østlige skråninger af bjerget Kráľova hoľa, syd for Šuňava.
Floden er 286 km lang hvoraf 178 km er i Slovakiet, og de resterende 108 km i Ungarn.
Ved floden ligger byerne Spišská Nová Ves og Košice, begge i Slovakiet. Hornád løber ud i floden Sajó (slovakisk Slana) sydøst for Miskolc.
Langs floden er der en række på seks separate kalkstensklipper og stejle skråninger, der samlet udgør et Site of Community Importance (SCI, en betegnelse i forbindelse med EUs habitatregler) med navnet 'Hornádske vápence'.